# Нейл, Саймон
Саймон Александр Нейл (31 Августа 1979, Эрвин, Шотландия) — шотландский певец, гитарист и автор песен, известнный как лидер групп Biffy Clyro и Marmaduke Duke.

## Карьера

### Biffy Clyro

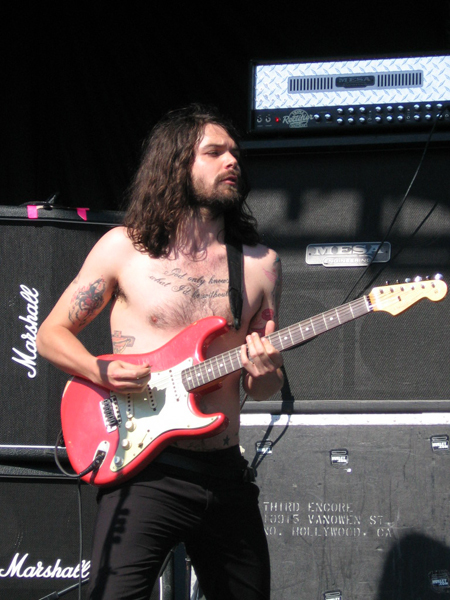
Neil performing with Biffy Clyro in July 2007.

Саймон Нейл сформировал Biffy Clyro в 1995 в 15 лет вместе с Беном Джонстономи Барри (барабанщиком). Барри был скоро заменен Джеймсом Джонстоном, братом — близнецом Бена, и Biffy Clyro был эффективно сформирован. В 1996, трио переезжало в Глазго, где Нейл изучил Электронику с Музыкой в университете Глазго. К тому времени, музыкальные вкусы Саймона очень расширились.
Biffy Clyro с тех пор выпустили пять альбомов, подписанных к главному лейблу звукозаписи. Эксцентричная группа и иногда странные названия песни, как говорят, прибывают из перекошенных бесед.